# Kangyour Rinpoché
Rinpoché
- Yongey Mingyour Rinpotché
Kangyour Rinpoché, Longchen Yeshe Dorje (tibétain : བཀའ་འགྱུར་རིན་པོ་ཆེ་ཀློང་ཆེན་ཡེ་ཤེས་རྡོ་རྗེ, Wylie : bka' 'gyur rin po che klong chen ye shes rdo rje), aussi écrit Kangyur Rinpoché (1897 ou 1898- 23 janvier 1975 à Darjeeling) est un maître, un médecin tibétain et un tertön de l'école nyingmapa du bouddhisme tibétain du monastère de Riwoché dans le Kham au Tibet oriental. Son lama racine était Jedrung Trinlé Jampa Jungne. En 1955, prévoyant l'invasion du Tibet, il s'est enfui en Inde avec son épouse et leurs jeunes enfants, emportant des centaines d'ouvrages. Il s'est installé dans une cabane près de Darjeeling en 1960. En 1966, Arnaud Desjardins le rencontre et le fait connaître à son retour en France. Il a ensuite enseigné à certains des premiers étudiants occidentaux du bouddhisme tibétain, dont Bernard Benson et sa fille Anne Benson, Matthieu Ricard et Surya Das (en). Kangyur Rinpoché est le père de Péma Wangyal Rinpoché , Rangdröl Rinpoché et Jigmé Khyentsé Rinpoché. Ses commentaires sur la  Lettre à un ami de Nagarjuna ont été traduits en anglais et en français par le Comité de traduction Padmakara.
Dilgo Khyentse Rinpoché a reconnu Yongey Mingyour Rinpotché comme sa réincarnation.

## Œuvres
- Lettre à un ami, commentée par Kangyour Rimpoché, Nagarjuna, Padmakara 2007
- Le Trésor de précieuses qualités, Jigmé Lingpa et Kangyour Rinpoché, Padmakara 2009